# 印度公共卫生体系
印度公共卫生体系（英語：Public health system in India）的发展自1947年以来受到了一系列的影响，包括英国殖民时期的影响。
印度急需一个有效率的公共卫生系统。
各国的公共卫生系统是所有组织活动的集合体，这些活动旨在预防疾病、延长寿命、以一定的效率促进人民的健康。长久以来，印度的医疗体系一直以提供医疗服务为主，而忽视了公共卫生。全世界11.9%的孕产妇死亡和18%的新生儿死亡发生在印度，居世界之首。1,000名儿童中有36.6人在不到5岁死亡，只有62%的儿童接種疫苗，传染病导致的死亡占印度死亡总数的53%。
在所有邦都实行的医疗保障计划都由卫生和家庭福利部逐步建立，例如"印度國家健康任務"（NHM）、"印度阿育吠陀健康計畫" 、"印度國家心理健康計畫（National Mental Health Program）"。 印度在农村和城市地区建立了多种类型的医疗系统，包括初级卫生中心、社区卫生中心、分中心和政府医院。计划的实行必须遵循印度公共卫生标准文件，并在需要时进行修订。

## 发展历史
殖民时期的印度公共卫生系统为生活在印度的英国公民提供医疗保健，同时出现了研究机构、公共卫生法和卫生部门，尽管此时只有3%的印度家庭拥有厕所。他们开始发布年度健康卫生报告，并关注传染病防控。在英国殖民末期，传染病例如霍乱已降至最低，但其他疾病仍然猖獗。
在现代印度，传染病得到了更好的控制，现在危及性命的主要是非传染性疾病，比如心血管疾病。1946年Bhore委员会报告提出了一项改革倡议，至少政府将为医疗保健系统支出部分资金。1983年，印度制定了第一个国家卫生政策 (NHP)，建立了一个包含初级保健设施和转诊系统的系统。 2002年，完善后的NHP重提高了系统的实用性和覆盖范围，并将私人和公共诊所纳入卫生领域。 在医疗保障覆盖了全民以后，印度最近的政策重点是，确保每个公民都应该有足够的机会获得治疗，而且没有任何经济困难。同样重要的是，要认识到健康的社会决定性因素是人群健康的一个重要决定因素，并需要在现有保健系统内建立一支公共卫生干部队伍。这需要区分 "公共卫生"系统和"公共"部门医疗保健系统，因为"公共"部门医疗保健系统的主要角色是政府，而不一定是公共卫生中的"公共"。
公共卫生资金一直用于帮助中上层阶级，因为它旨在创造更多的卫生工作岗位、扩大研究机构和提升专业培训，这导致了对下级阶层人员医疗机会的不平等。目前印度政府承担了75%的公共医疗支出，但仍不足以支撑起公共卫生系统。这导致家庭自付费用支出占印度总医疗卫生支出的60.6%。 因此，每年都有大量家庭被推到贫困线以下。

## 医疗机构设施
医疗系统分为初级、二级和三级。初级是分中心和初级卫生中心(PHC)。二级有社区卫生中心 (CHC) 和较小的分区医院。最后，政府提供的最高级别的公共服务是三级，包括医学院和地区/综合医院。  HC、CHC、分中心和地区医院的数量在过去六年中有所增加，但并非全部都符合印度公共卫生标准。

### 分中心
分中心旨在为极度欠发达的农村地区提供服务，费用完全由国家政府承担。要求至少两名卫生人员（男性和女性）为5,000 人（偏远、危险的地区则为3,000人）提供服务。分中心还致力于在农村教授良好的健康卫生习惯，以产生更长期的影响。 

### 初级卫生中心
初级卫生中心是一个较大的卫生诊所，在3,000人或以上的较发达的农村地区（偏远地区20,000 人）提供服务，配备医生和护理人员。对于更复杂的病例，患者可以从当地分中心转诊到初级卫生中心。 与分中心的主要区别在于，初级卫生中心由邦政府资助，而不是国家政府。初级卫生中心也承担健康卫生教育工作，他们把重点放在了一些预防措施的宣传上。 

### 社区卫生中心
社区卫生中心也由邦政府资助，接受从初级卫生中心转诊的患者，在12万人的城市或8万人的偏远地区提供医疗服务。 这些机构的病人可以被转移到综合医院接受进一步治疗。因此，CHC也是第一转诊单位，或FRU，他们有能力随时进行产科、新生儿或儿童护理，并有充足的血库。 

### 鄉鎮/縣級医院
印度的卫生系统中，鄉鎮/縣級医院是初级和二级的最终转诊收纳处。每个地区至少得有一家医院，但是2010年的记录显示 ， 640个地区只有605家医院。 根据人口需求，床位设置通常在75到500之间。这些地区医院往往缺少现代设备，和当地血库的联系也不够紧密。

### 医学院和研究机构
全印度医学科学研究所(AIIMS）由国家中央政府所有，是设有专门设施的转诊医院，目前投入使用的有：AIMS新德里、博帕尔、  AIIMS布巴内什瓦尔、AIIMS焦特布尔、AIIMS赖布尔、AIIMS巴特那和 AIIMS瑞诗凯诗 。地区癌症中心是中央和各邦政府共同管理的癌症护理医院和研究机构。政府医学院由各邦政府所有并进行管理，它们同时也是转诊医院。

## 政府举措
2006年，印度总理发起了一项公私兼并的印度公共卫生基金会。该组织的目标是将更多的公共卫生政策和多样化的专业人员纳入医疗保健领域。它还与国际公共卫生组织合作，了解更多信息，围绕当前系统的需求和改进直接讨论。 通常，决策的官员在在学历方面存在差距，公共卫生学领域硕士和博士很少。公共卫生基金会旨在推进这些计划并在该领域培养更多人才，他们的相关研究将向广大印度公众公开，以便在全国范围内了解健康标准。 

### 社区卫生工作者
印度政府于1977年首次开始实行社区卫生工作者计划， .为社区中的其他妇女提供建议和帮助。有时被称为"sakhis"（有社區健康夥伴之意） ，这些妇女通常由参与式小组组成，利用她们对社区的熟悉来获得公信力并完善公共卫生措施。 社区卫生工作者还可以在现代对抗疗学和传统的本土疗法之间进行调和，例如在医生建议的现代疗法中加入一些传统疗法。 社区卫生工作者之间合作密切，同时还和其他卫生工作者（例如助产士）联系紧密，以提供更多护理服务。目前，印度最大的社区卫生工作者计划已于2005年启动，现已纳入NHM，由近 100 万位注册社会健康活动人士，即ASHA(Accredited Social Health Activist)组成，农村和边缘化城市社区中每1,000人中就有1位ASHA。 
社区卫生工作者和他们的参与小组对改善卫生习惯做出了贡献，对人们的健康产生了深远的影响，新生儿死亡率就能说明一切。 这些乐观变化背后的原因包括社区中大量女性的积极参与、技能培训的勤奋练习，以及小组层面之上的社区集体参与。社区卫生工作者还能作为社区的领导，他们赋予女性权力，制定严格的政策来保证卫生发展的均衡。健康的社会关键因素对医疗保健有直接影响。 例如，这些被赋予权力的妇女更少面临健康问题，因为她们更多地自己意识到健康问题，因此更有可能去寻求帮助来解决这些问题。 
这种基层干预措施包括与当地医院或政府组织的非政府组织 (GONGO) 的合作， 他们培训来自社区的女性志愿者并帮助组织参与小组。 尽管是有效的，但由于政府权力下放，社区卫生工作者计划可能会因缺乏监督和问责制而受到阻碍。 社区卫生工作者不是政府雇员，而是邦政府负责培训和支付费用的志愿者。 由于培训和资源不足，卫生工作者也可能对他们推广的公共卫生措施缺乏足够的了解。 

## 缺陷
当今印度医疗体系的弊端包括低质量的医疗、贪污腐败、对系统的不满、缺乏问责制、缺乏道德关怀的医疗服务、诊所人满为患、公私合作不畅、医疗服务和药品之间的障碍、公共卫生意识不足和低成本。  这些问题促使较富裕的印度人转向私人医疗系统，而这是低收入家庭无法承担的，于是导致了阶级之间的医疗资源不平等。 

### 低品質的医疗护理
误诊、缺乏训练有素的卫生专业人员以及开错药导致的低质量医疗非常普遍。研究发现，位于德里的一家初级保健中心的一位医生开错了一半的处方。 在此类问题猖獗的农村地区，公共卫生就得不到提升。 联邦卫生和家庭福利部 IPHS 的法规执行和修订也不严格。第十二个五年计划（印度）要求在全国所有诊所加强执法和制度化的治疗，以提高医疗质量。 印度的私人和公共诊所都缺乏问责制，而公共诊所的医生对于有效治疗的责任感更低，诊所工作人员的不礼貌接待可能会导致治疗程序的效率更低。 

### 腐败
医疗保健专员的休假时间超出了应有的时间，且大多数缺勤是没有正式原因的。 印度的公共医疗保健系统在缺勤期间支付工资，导致政府支出了多与实际天数的工资。这种现象在分中心和初级保健中心尤为突出，结果就是工资与绩效无关。 

### 诊所人满为患
诊所人满为患，人手不足，没有足够的床位。统计数据显示，印度的卫生专员人数低于其他发展中国家的平均水平。 在比哈尔邦农村，每 10,000 人只能拥有 0.3 名医生。城市医院的床位数量是农村医院的两倍，但仍不足以满足大量就诊患者的需求。 有时，患者会从农村地区转诊到较大的医院，从而加剧了城市的人口密集程度。 
人口密集还会增加疾病传播的可能性，尤其是在拥挤的城市地区。即使在诊所内，消毒和医疗废物的处理不当也会增加传染病。

### 公私合作不畅
来看病的人当中，5% 来的是私人诊所或医院，其中许多是自费的。于是资金被花在了提高个人的医疗服务上，而不是为公共部门筹集资金。 政府未能促使公私医疗保障系统之间的有效合作伙伴关系，导致了针对一般民众的医疗合同在没有协商的情况下敲定。这些合同将允许私营部门为提高公共认知和改善公共设施提供资金。 

### 看病难
社会和经济的不平等都导致印度人民获得医疗服务的障碍。残疾人、智力障碍人士和老年人无法享受医疗服务。 母亲处于不利地位，许多农村地区缺乏堕胎和避孕服务。公立诊所往往缺乏相应的药物，或者价格过高，导致费用自付（即使是那些有保险的人）。  远距离也是一大阻碍，如果一家人看病需要远行，无法保证他们能特定时间得到适当的治疗。

### 醫院火災
為節省成本，加上營建工程常以最低價者得標，導致印度許多公立醫院未能遵循印度國家建築規範的消防安全標準。使得印度各地頻繁發生重大醫院火災事件。根據該國線上報紙Scroll.in的報導，電氣問題，特別是在高負載時，是導致醫院火災的主因。大多數醫院缺乏專職電氣工程師，且各邦公共工程部門的電氣工程師也人手不足，是造成電氣短路風險高的主因。該報告還提出該國從2020年8月至2022年3月期間，已發生有29起醫院火災，共造成122人死亡。